# 長崎県道18号佐々鹿町江迎線
長崎県道18号佐々鹿町江迎線（ながさきけんどう18ごう さざしかまちえむかえせん）は、長崎県北松浦郡佐々町から佐世保市に至る県道（主要地方道）である。

## 概要
長崎県北松浦郡佐々町古川免から佐世保市小佐々地区・鹿町地区を経由して佐世保市江迎町長坂に至る。
国道204号の迂回路でもあるが交通量は比較的少なく、ほぼ2車線化されている道である。長崎県の北西部、佐世保市の西海岸沿いを走り、点在する島の密集度が日本一ともいわれる北九十九島の美しい風景を眺めることができる区間がある。全体としては海岸線から少し離れた斜面や山間部を通る区間が多く、途中急カーブもある。また本土最西端の地、神崎鼻の近くを通る。沿道に、冷水岳展望台、長串山公園展望所をはじめとする絶景スポットも点在する。

### 路線データ
- 起点：北松浦郡佐々町古川免（国道204号交点）
- 終点：佐世保市江迎町長坂（国道204号交点）
- 総延長：28.6 km

## 歴史
- 1993年（平成5年）5月11日 - 建設省から、県道佐々鹿町江迎線が佐々鹿町江迎線として主要地方道に指定される[2]。

## 路線状況

### 重複区間
- 長崎県道139号佐世保鹿町線（佐世保市小佐々町黒石 - 佐世保市小佐々町田原）

### 道路施設

#### 橋梁
- 志方橋（志方川、北松浦郡佐々町）

#### トンネル
起点から
- 赤崎トンネル：延長261 m、2009年（平成21年）竣工、佐世保市
- 長迫トンネル：延長115 m、2009年（平成21年）竣工、佐世保市
- 歌ヶ浦トンネル：延長64 m、1978年（昭和53年）竣工、佐世保市

## 地理

### 通過する自治体
- 北松浦郡佐々町
- 佐世保市

### 交差する道路
| 交差する道路                           | 市町村名 | 市町村名 | 交差する場所   | 交差する場所 |
| -------------------------------------- | -------- | -------- | -------------- | ------------ |
| 国道204号                              | 北松浦郡 | 佐々町   | 古川免         | 起点         |
| 西九州自動車道 長崎県道227号志方江迎線 | 北松浦郡 | 佐々町   | 志方免         | 8 佐々IC     |
| 長崎県道139号佐世保鹿町線 重複区間起点 | 佐世保市 | 佐世保市 | 小佐々町黒石   |              |
| 長崎県道147号臼ノ浦港線                | 佐世保市 | 佐世保市 | 小佐々町黒石   |              |
| 長崎県道139号佐世保鹿町線 重複区間終点 | 佐世保市 | 佐世保市 | 小佐々町田原   |              |
| 長崎県道139号佐世保鹿町線              | 佐世保市 | 佐世保市 | 鹿町町下歌ヶ浦 |              |
| 国道204号                              | 佐世保市 | 佐世保市 | 江迎町長坂     | 終点         |

### 交差する鉄道
- 松浦鉄道西九州線

### 沿線
- 佐世保市小佐々行政センター【北緯33度12分52.6秒 東経129度35分56.0秒 / 北緯33.214611度 東経129.598889度】
- 佐世保市立小佐々小学校
- 佐世保市立楠栖小学校
- 佐世保市立歌浦小学校
- 佐世保市立鹿町中学校
- 佐世保市立鹿町小学校
- 佐世保市鹿町行政センター
- 長崎県立鹿町工業高等学校
- 松浦鉄道西九州線 江迎鹿町駅